# Violonchelo
El violonchelo o violoncelo (abreviado a menudo como chelo) es un instrumento musical de cuerda frotada, perteneciente a la familia del violín. En el seno de esta familia de instrumentos de orquesta, por su tamaño y su registro, el violonchelo ocupa un lugar situado entre las violas, los contrabajos y el octabajo. Es uno de los instrumentos básicos y fundamentales de la orquesta dentro del grupo de las cuerdas, realizando normalmente las partes graves, aunque su versatilidad también permite realizar partes melódicas. Tradicionalmente está considerado como uno de los instrumentos de cuerda que más se parecen a la voz humana.
A lo largo de la historia de la música se han compuesto muchas obras para violonchelo debido a su gran importancia dentro del panorama musical al ser este un instrumento básico en muchas formaciones instrumentales (sobre todo en cuartetos).
Según la RAE, al ejecutante de un violonchelo se le llama «violonchelista», «violoncelista» o «chelista». El violonchelista toca el violonchelo sentado sobre una silla o un taburete, manteniendo su instrumento sujeto entre las piernas (apoyándolo en el suelo por medio de un tallo de metal llamado pica, puntal, espiga o pívot) y frotando las cuerdas con un arco.

## Etimología y terminología correcta en lengua española
Los términos «violonchelo» y «violoncelo» provienen del nombre italiano violoncello. Es habitual referirse al instrumento mediante la aféresis «chelo», pero en el lenguaje escrito esta debe ortografiarse según la grafía propia de la lengua española («chelo»). La grafía «cello» (también pronunciada como «chelo») es propia de la lengua italiana y constituye una falta en lengua española.
Son correctos, pues, los términos «violonchelo», «violoncelo» y «chelo». Son incorrectos, entre otros, los términos «violoncello», «violonchello» o «cello».
Por otro lado, no debe llamarse «violón» al violonchelo. El término «violón» es un sinónimo para un instrumento de mayor tamaño: el contrabajo.

## Descripción

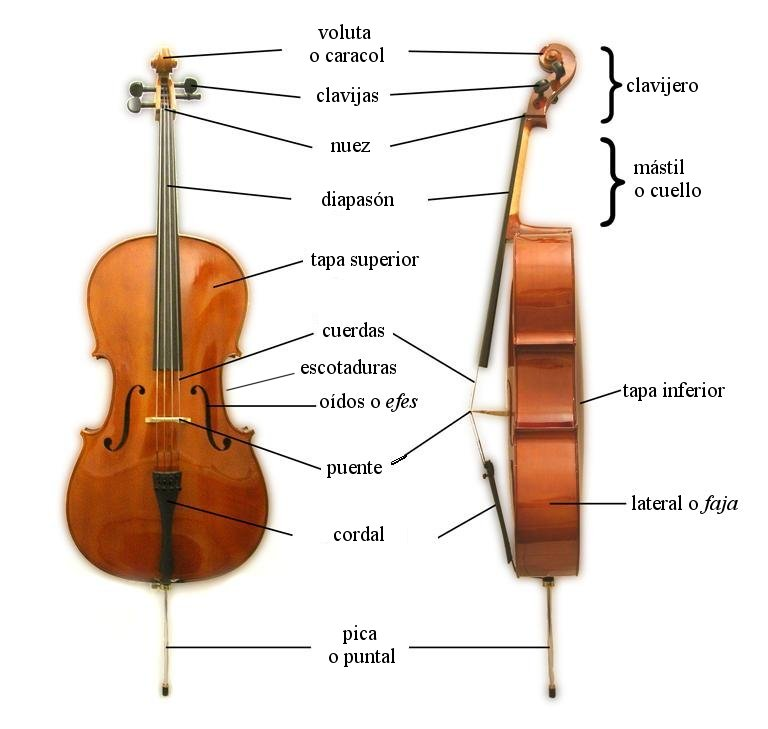
Partes de un violonchelo.

### Generalidades

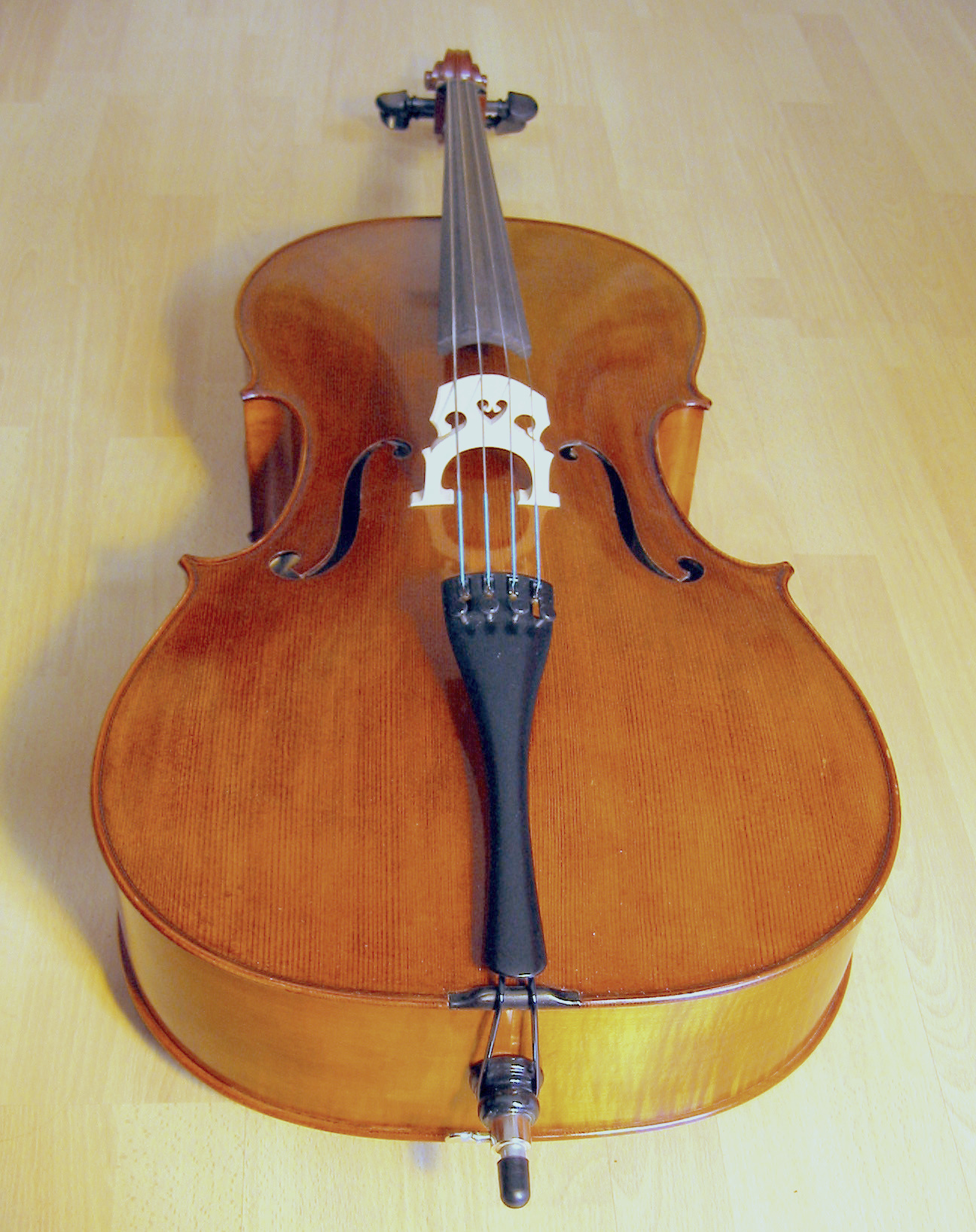
Un violonchelo acostado sobre el suelo.

En cuanto a sus características físicas, las partes que componen un violonchelo son las mismas que las del resto de la familia del violín, clasificados dentro de los instrumentos de cuerda frotada.
La caja de resonancia, o cuerpo del violonchelo, está formada por una tapa superior, una tapa inferior y una faja, que es una sección de madera que une ambas tapas creando una caja hueca. En el interior de este cuerpo, en la tapa, al lado de las cuerdas graves, se encuentra la barra armónica cuya función es de refuerzo estructural, a la vez que sirve para controlar y distribuir la vibración (sonido), transmitiendo los sonidos a la tapa; y el alma, varilla transversal de madera que une las dos tapas del violonchelo por el lado de las cuerdas agudas, que sirve para modificar y equilibrar la respuesta de las cuatro cuerdas. En la tapa superior se encuentran dos orificios —llamados «efes» (por su forma parecida a esta letra) u «oídos»— a ambos lados (respecto de las cuerdas) por donde sale parte del sonido. Visto frontalmente, la parte principal de su cuerpo asemeja a un "8", debido a dos escotaduras, que son unas concavidades que permiten una mejor sujeción del instrumento con las rodillas, y sobre todo, darle libertad de movimiento al arco para que no choque con el cuerpo cuando se tocan las cuerdas más laterales, en este caso, el do y el la. 
Al cuerpo se adosa una prolongación llamada mástil o cuello. Comenzando desde arriba, primero se encuentra la cabeza con la voluta (también llamado caracol) y el clavijero, en donde se insertan las clavijas, que sirven para sujetar las cuerdas y regular su tensión; sobre este y prolongandose casi hasta el puente se encuentra la diapasón una placa de madera dura sin trastes (similarmente al resto de instrumentos de la familia del violín, y a diferencia de la guitarra) que sirve para "pisar" las cuerdas consiguiendo diferentes notas. Ubicado un poco más abajo de la mitad del cuerpo del instrumento, se encuentra el puente y un poco debajo el cordal (que sujeta las cuerdas y ayuda a afinar el violonchelo, ya que ahí se encuentran incluidas las llaves (microafinador), pequeñas piezas metálicas con la misma función que las clavijas). En su parte inferior está encajado el botón, de donde sale la pica o puntal (también conocida como espiga) que es una pieza metálica, cuya función es apoyar el instrumento en el suelo y regular su altura para comodidad del chelista.
Aunque el tamaño estándar profesional del violonchelo es el tamaño 4/4, existen instrumentos de otros tamaños, más pequeños, como 3/4, 1/2, 1/4 o 1/8. Los violonchelos originalmente, en el periodo barroco, tenían el mástil más corto, la barra armónica más delgada y la tastiera más corta que los violonchelos modernos.

### Puente
El puente es una pieza de madera que se sitúa hacia la mitad de la tapa del violonchelo y sobre el que se apoyan las cuatro cuerdas. Tiene que estar en posición ligeramente inclinada hacia el cordal y a la misma distancia de las dos efes. No está pegado ni clavado a la tapa, sino que se sujeta gracias a la presión que ejercen las cuerdas. Su parte superior, está curvada, lo que hace que las cuatro cuerdas a lo largo del mástil y el diapasón no se encuentren en el mismo plano. Los puentes de los violonchelos barrocos eran más pequeños y tenían la parte superior menos curva. Existen diversos modelos de puentes, entre los que destacan el puente belga y el puente francés. El puente francés brinda un sonido menos brillante y más pastoso, mientras que el puente belga brinda un sonido más brillante, y una mayor proyección sonora.

### Cuerdas y afinación

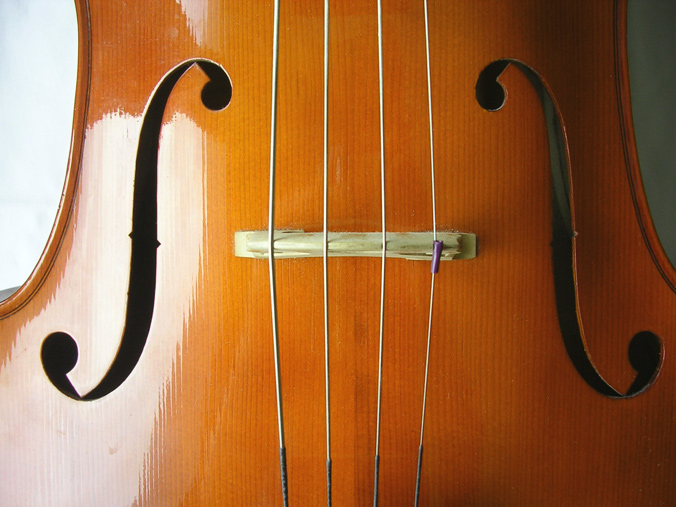
Las cuatro cuerdas del violonchelo.

Las cuerdas se nombran de acuerdo con su afinación: la primera cuerda (contando desde la más aguda a la más grave, y de derecha a izquierda en la imagen) es la, la segunda cuerda es re, la tercera cuerda es sol y la cuarta cuerda es do (Cello strings.oggⓘ). Igual que la viola, pero en una octava más grave.
El registro general del violonchelo ocupa un poco más de siete octavas: va desde el do2, dos octavas abajo del do central del teclado de un piano y que se genera haciendo vibrar —con el dedo o con el arco— la cuerda más grave al aire, que significa sin apoyar ningún dedo sobre la cuerda en el mástil, hasta el do7 (en la posición más aguda de la primera cuerda la3), aunque se pueden lograr notas más agudas (altas), pues no hay limitación física. Otro método de conseguir notas muy agudas es con armónicos. Existen dos tipos de armónicos: Los primeros, llamados armónicos naturales, se producen al tocar —y no presionar— la cuerda en sus fracciones (1/2, 1/3 o 2/3, 1/4…). Los segundos, llamados armónicos artificiales, son una combinación de presionar la cuerda y tocarla en otro punto. Estos últimos son los más difíciles de conseguir.

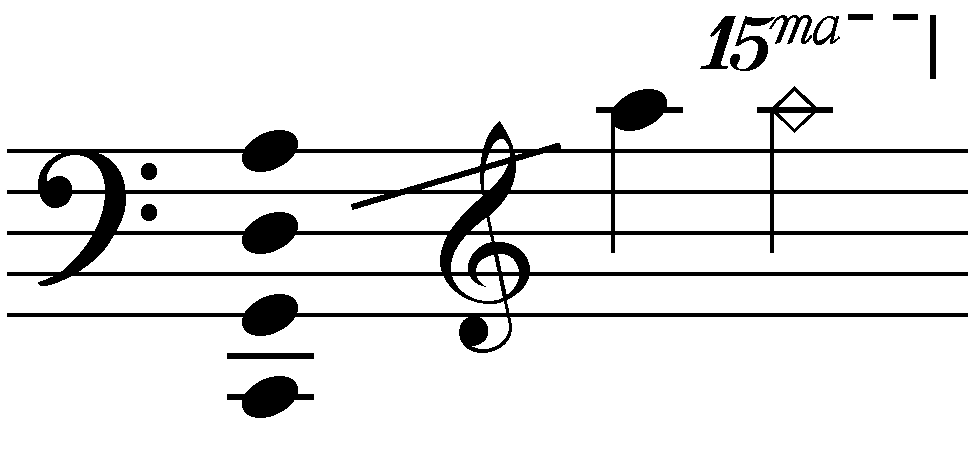
Notas que emiten las cuatro cuerdas del violonchelo (cuando se pulsan al aire); a la derecha, en clave de sol la nota más aguda que puede ejecutar la primera cuerda del chelo (un la_{5}), y la nota más aguda que puede ejecutar la primera cuerda realizando un armónico (un la_{7}).

Al emitir las cuerdas del violonchelo sonidos graves, las partituras no se suelen escribir en clave de sol, sino que lo más común, es escribirlas y leerlas en clave de fa en cuarta línea del pentagrama, que es el símbolo que se ve en la imagen a la izquierda de las notas. Pero es relativamente frecuente que para registros agudos se empleen otras claves, sobre todo la clave de do en cuarta y clave de sol.
En un principio, las cuerdas eran cuerdas de tripa, menos resistentes que las de metal, pero que daban una sonoridad más pura y cálida. Estas cuerdas fueron usadas hasta el siglo XX. A raíz de la Segunda Guerra Mundial se generalizó el uso de cuerdas metálicas, más resistentes y con mayor sonoridad que las otras. También hay cuerdas de nilón y otros materiales. Se siguen fabricando cuerdas de tripa, ya que muchos intérpretes que tienen instrumentos barrocos o que tocan música barroca consideran que la sonoridad con este tipo de cuerdas se acerca mucho más a la idea original del compositor.

### Posiciones

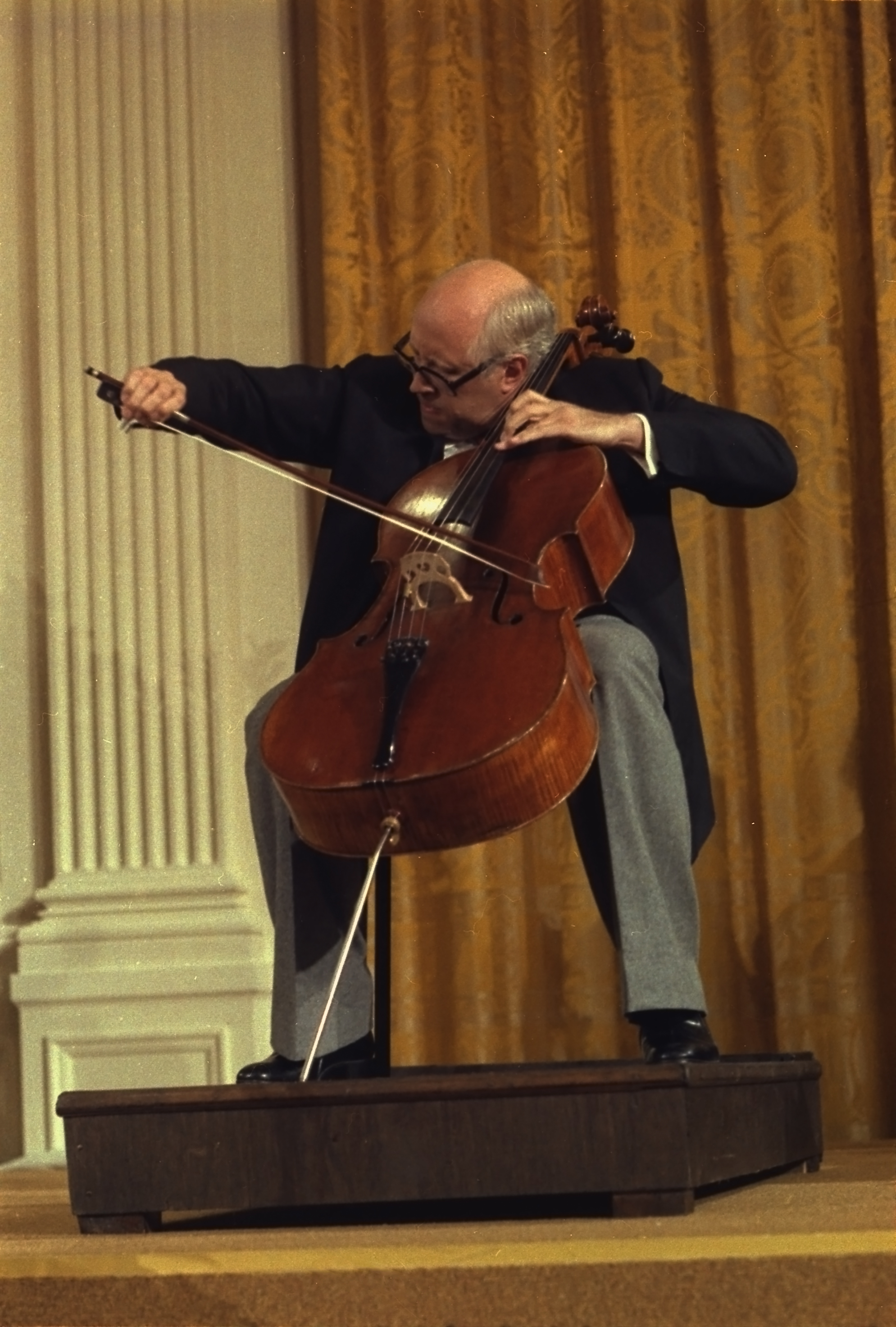
Mstislav Rostropóvich en un concierto en la Casa Blanca el 17 de septiembre de 1978.

El violonchelista coloca sus dedos a distintas alturas del mástil del instrumento para tocar distintas notas. A las alturas que puede asumir la mano del intérprete de acuerdo a las notas que está tocando se les llama posiciones (de la misma forma que en otros instrumentos de cuerda). A estas se las ordena asignándoles números. En el violonchelo existen 7 posiciones normales y el resto de posiciones más agudas emplean el dedo pulgar (por eso se las llama posiciones de pulgar).
En las primeras siete posiciones se utilizan los dedos índice, medio, anular y meñique de la mano izquierda. En las posiciones de pulgar se toca con los dedos pulgar, índice, medio y anular de la misma mano (el uso del dedo meñique en las posiciones de pulgar es poco común).

### El arco
El violonchelo se toca generalmente con un arco que está formado por una vara de madera sobre la que se tensan cerdas procedentes de crines de caballo o imitaciones acrílicas. El arco está formado por una cabeza, una varilla, y las cerdas.

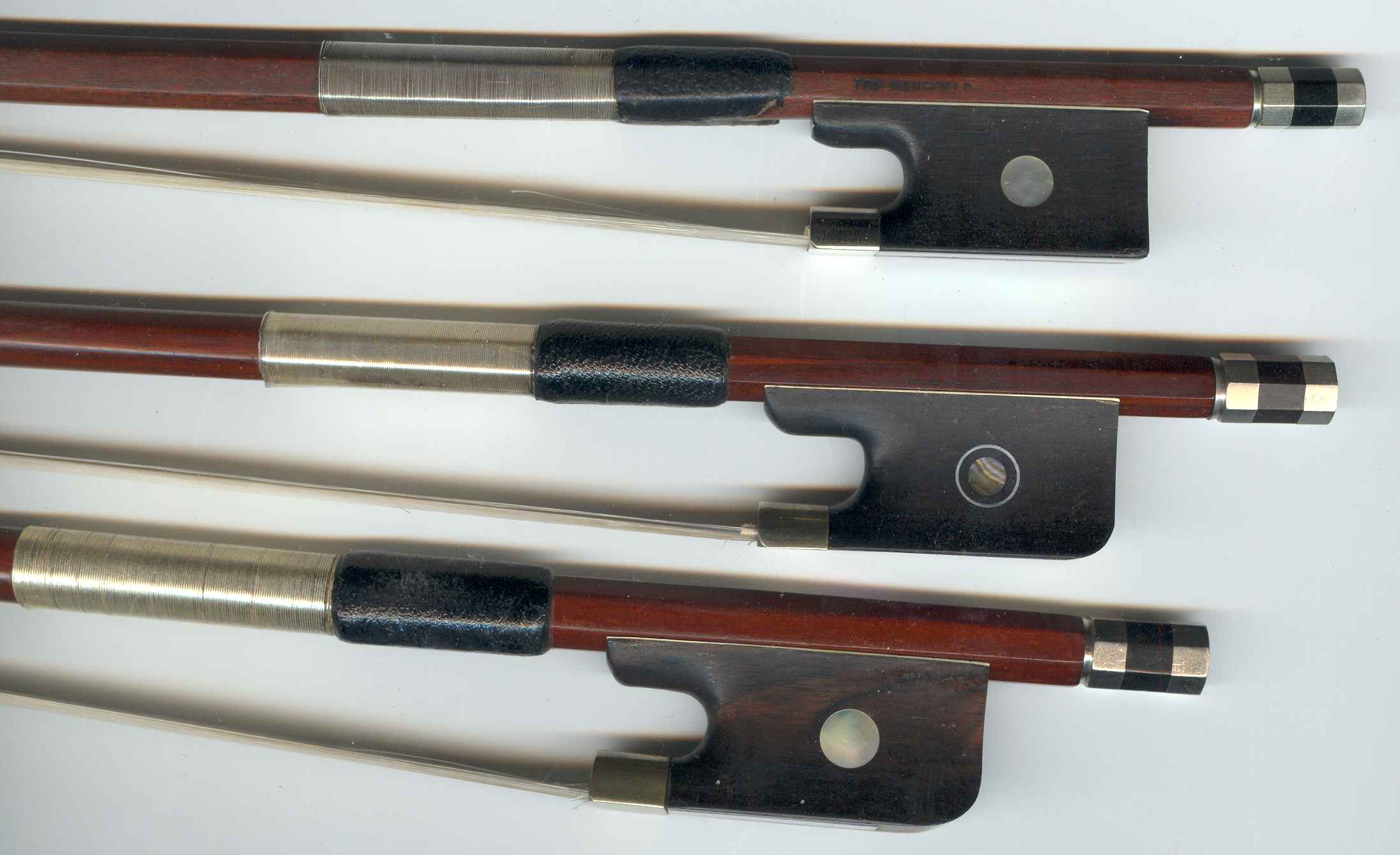
De arriba abajo, tres nueces: de violín, viola y violonchelo respectivamente.

En la cabeza se encuentra la nuez (pieza de ébano con adornos de nácar para sujetar las cerdas) y el tornillo que sirve para regular el grado de tensión de las cerdas. La varilla es una vara de madera de pernambuco normalmente, aunque se está reemplazando por fibra de carbono; uno de sus extremos se llama punta y el otro talón (donde se encuentra la cabeza).
Las cerdas suelen ser unas 250, aunque su número puede variar. Pertenecen normalmente a caballos macho, porque sus crines son más fuertes y limpias. La crin más preciada es la de los caballos de zonas nórdicas o de climas más fríos, ya que su resistencia y dureza es mayor, especialmente la del caballo mongol, criado expresamente para la elaboración de arcos. En principio, el color no influye, aunque parece ser que las cerdas blancas son algo más finas. Algunos violonchelistas y contrabajistas prefieren las cerdas negras porque dicen que imprimen más carácter a la interpretación. Las cerdas, por sí mismas, no efectúan ningún tipo de agarre en la cuerda cuando se frota, ya que son muy lisas. Por ello se les aplica una resina pegajosa llamada pez o rosín. El rosín también es útil para obtener una buena sonoridad y rentabilizar la duración del encerdado del arco.
El arco ha ido evolucionando a lo largo de los siglos. Ya se conocía en las culturas más primitivas y llegó a Europa hacia el siglo XI. Al principio era una mera vara que se doblaba por la tensión de las cerdas hacia fuera y que se agarraba por el centro (como un arco de caza). Prácticamente no hubo ningún cambio hasta el siglo XVII, cuando se incorporó la nuez al talón para aumentar el peso del arco, además de permitir cambiar la tensión y que la vara se doble hacia dentro, lo que mejora la calidad acústica. Se cambió la convexidad del arco a su forma actual en el siglo XVIII. Fueron Tourte y Villaume en el siglo XIX los que fijaron el arco tal y como lo conocemos ahora.

### Materiales
Al igual que los violines, la tapa de la caja de resonancia suele estar construida con madera de abeto y se usa madera de arce para el resto, pero también se utilizan otros tipos de madera, como haya, lenga, sauce o cedro. El puente es de arce. Algunos violonchelos de baja calidad están fabricados en laminados, y ya se han construido violonchelos en materiales compuestos, como la fibra de carbono. El mástil y la cabeza suelen estar fabricados también en algún tipo de madera anteriormente mencionada, generalmente arce muy veteado para aquellos finos. Las clavijas, el diapasón y el cordal están fabricados en madera de ébano, aunque en la actualidad cada vez se fabrican más de algún tipo de madera tintada o de plástico, sobre todo el cordal. Los tensores o afinadores que se encuentran en el cordal son generalmente de acero, al igual que la pica, aunque estas últimas en algunos casos se fabrican en fibra de carbono, e incluso algunas picas se siguen fabricando todavía de madera.

## Historia

### Origen

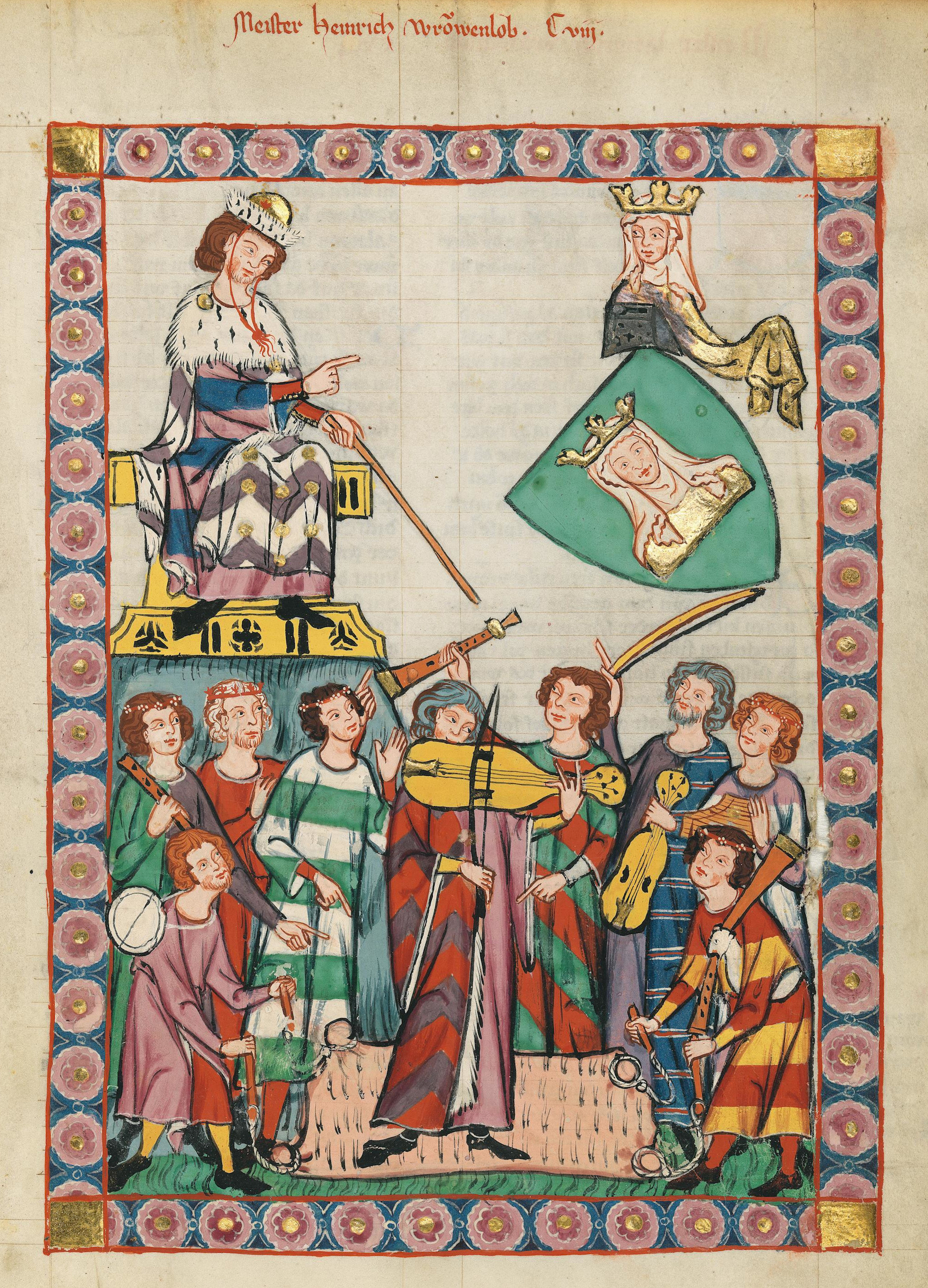
Códice Manesse (1305-1340), donde muestra una viola da braccio.

Al contrario de lo que se suele pensar, los precursores del violonchelo aparecieron en la primera mitad del siglo XVI en Italia no como descendientes de la viola da gamba (‘viola de pierna’), sino que pertenecen a la familia de los violines, y nacieron de la viola da braccio (‘viola de brazo’)[cita requerida], hacia el 1530, apenas unos años después que el violín. Para la fabricación de estos nuevos instrumentos, usaron características de otros, como el rabel, aunque este solo tenía tres cuerdas. Está demostrado, además, que no tuvo nada que ver con la familia de las antiguas violas (como la viola da gamba, por ejemplo), ni en la construcción, ni en la técnica, ni en la interpretación.
En la primera época, había más instrumentos similares al violonchelo, como por ejemplo el violón, que se usaba como bajo continuo. Además, había otros como violonzino o basset, que pertenecerían a la misma familia, pero se interpretarían de distintas maneras o tendrían otros tamaños o número de cuerdas distinto. También existía la viola d’amore (viola de amor), por ejemplo, cuyo origen es distinto, pero que recuerda al violonchelo en cuanto a su interpretación (con arco) y a su sujeción. Al principio se sostenía sujetándolo con una cuerda a la cintura, o bien sobre el hombro (da spalla), o bien entre las rodillas o en el suelo. Había muchos tipos distintos de violonchelos, desde los tenor, a otros de tamaños mayores, con distintas tesituras y diferentes formas de sujeción.

#### Primeras modificaciones
En el siglo XVII fueron luthiers italianos, como los Maggini, los Amati (de Cremona, uno de los más antiguos que se conoce es una creación de Andrea Amati, de 1572, llamado El rey, en honor al rey Carlos IX de Francia, y que cuenta con motivos reales, y que es muy similar a los violonchelos actuales) o Gasparo da Salò (de Brescia) quienes fueron variando la forma y tamaño de los antiguos violonchelos.

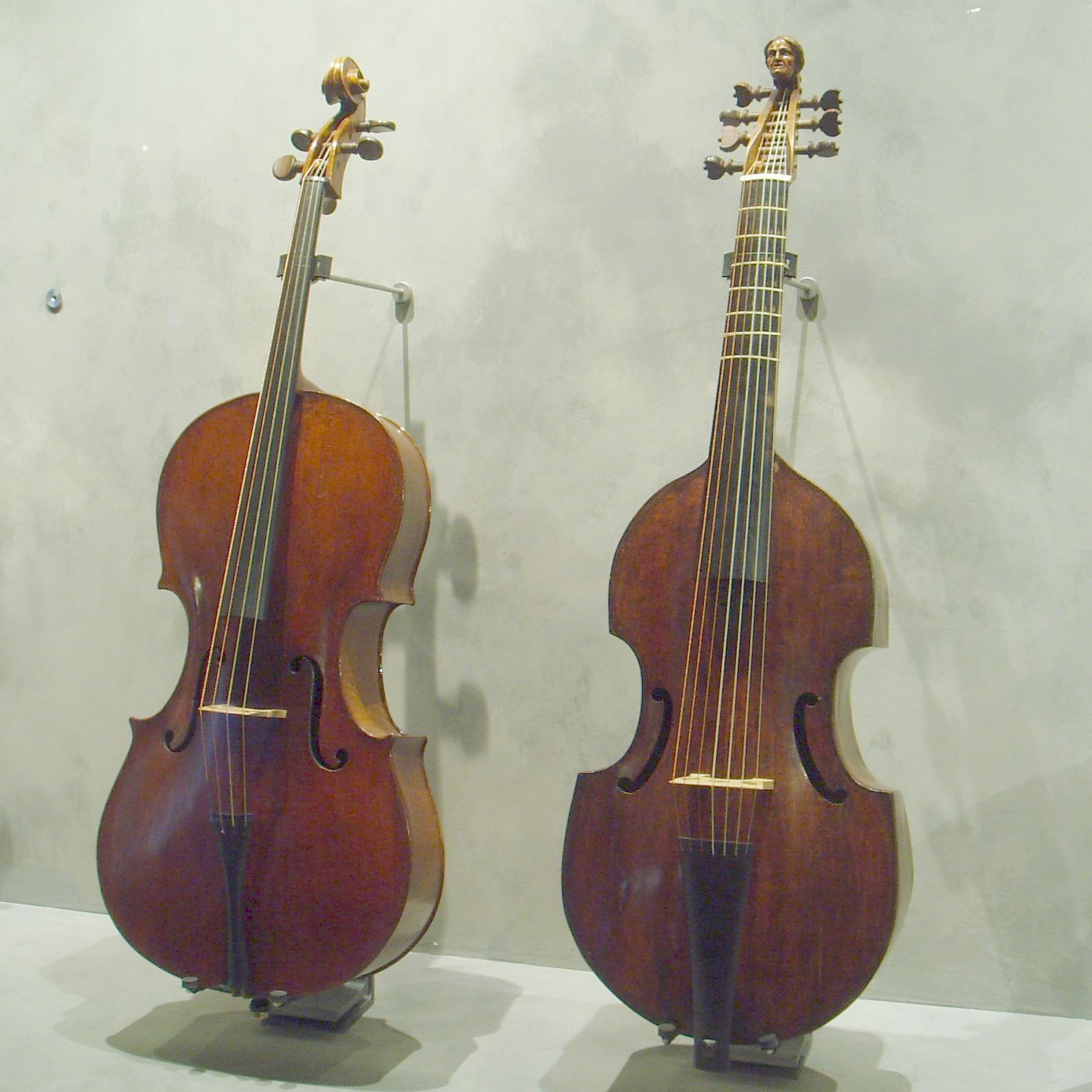
A la izquierda, un violonchelo barroco, y a la derecha, una viola da gamba, del Museo de la Música de París.

Muchos de estos violonchelos eran meramente decorativos, como algunos que todavía se conservan (como los de Amati), pero la mayoría de ellos estaban construidos para ser usados. A principios del siglo XVIII, Stradivarius normalizó su tamaño, y lo cambió de 80 a 76 cm, muy similar a la talla actual. En la actualidad los violonchelos de Stradivarius son de los más caros que existen, y ya en su propia época, es posible que los fabricantes de violines que también fabricaban violonchelos ganaran mucho más dinero con la construcción de estos instrumentos que con los violines.
Como muestra de su rápida popularidad, en 1680 ya estaba incluido como instrumento fijo en la Orquesta Imperial de Viena y en 1709, la Orquesta Sinfónica de Dresde ya tenía cuatro violonchelos. Las primeras obras creadas específicamente para violonchelo, fueron de Doménico Gabrielli y de Giuseppe Maria Jacchini (c. 1663-1727) hacia 1689.
Durante sus primeros años, hasta la primera mitad del siglo XVIII, estuvo compitiendo por el repertorio con la viola da gamba, ya que tenían un timbre similar y se usaban sobre todo como bajo continuo. Algunos de los grandes compositores de la época, como Marin Marais o Henry Purcell, se negaron a emplear el nuevo violonchelo, usando en su lugar la viola da gamba y escribiendo expresamente en las partituras que la interpretación debería de ser para este instrumento.
Luigi Boccherini lo usó en ese siglo ampliamente en un catálogo de casi quinientas obras, entre sinfonías, conciertos, cuartetos de cuerda, y 184 quintetos (de los cuales 113 son para dos violoncelos).

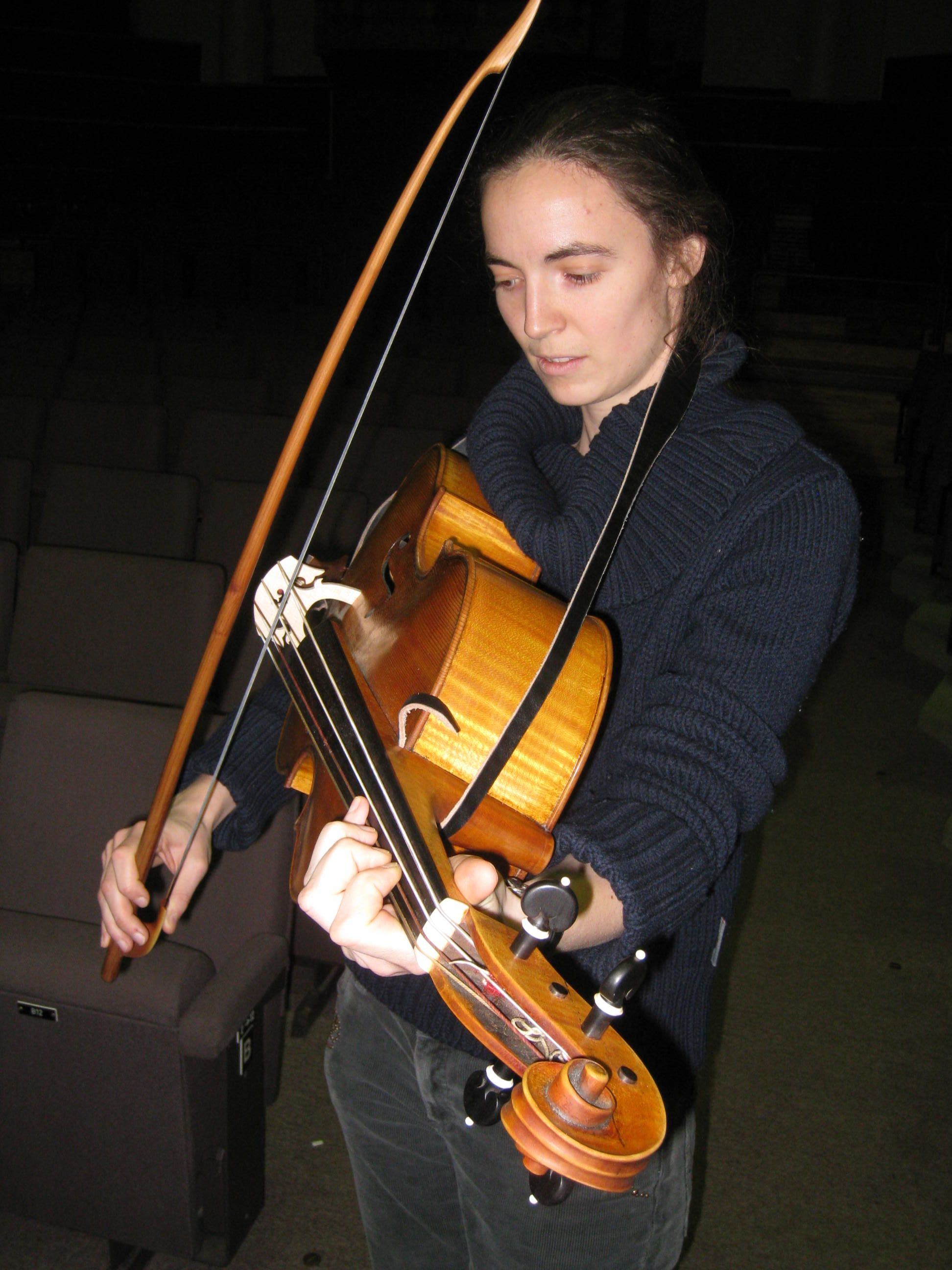
Violoncello da spalla.

### Barroco

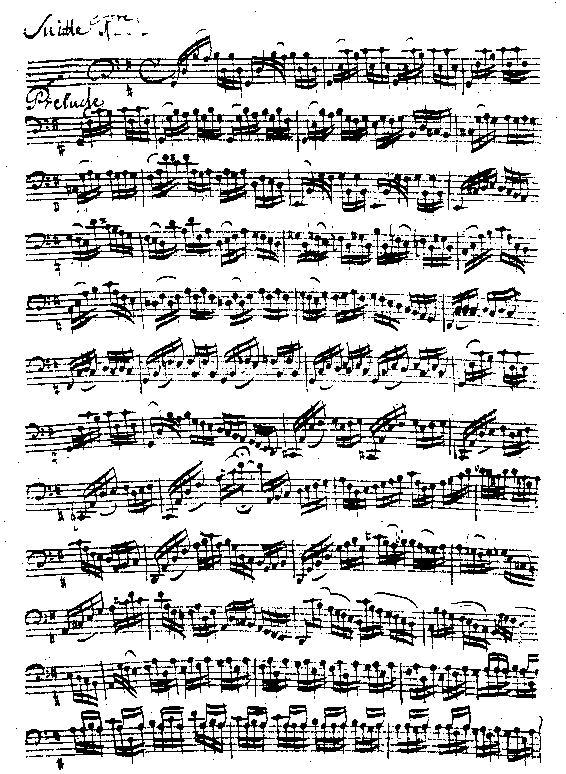
Preludio de la Suite n.º 1 para violonchelo solo en sol mayor, de Bach.

El apogeo del violonchelo comienza durante el barroco. Muchos compositores lo usan de manera recurrente como bajo continuo de las obras, junto con el clavecín, y ya se empieza a usar para agrupaciones más pequeñas, dúos, tríos y cuartetos.

#### Violoncello da spalla
A Johann Sebastian Bach se le ha atribuido por mucho tiempo la poco verificable creación de la viola di fagotto o "violoncello piccolo da spalla" [violonchelo pequeño de hombro], usada por Bach para sus Cantatas de Leipzig), que en su versión de cinco cuerdas sirve para interpretar su Suite para violonchelo solo n.º 6. Este violoncello piccolo da spalla se creó para que fuera interpretado por violinistas (poco expertos en la interpretación da gamba, con el instrumento en vertical y sujeto entre las piernas), ya que se interpretaba colocado sobre el hombro y el pecho, y tenía un tamaño mayor al de la viola actual. Algunos investigadores creen que las 6 suites para violonchelo solo en realidad estuvieron creadas para este instrumento.

#### El violonchelo barroco
Vivaldi ya compuso 27 conciertos para violonchelo, y en la segunda mitad del siglo XVIII Luigi Boccherini, que además era violonchelista virtuoso, dedicó 12 conciertos a este instrumento.
Con la gran popularidad que tuvo como bajo continuo, acabó por desplazar totalmente en este período a la viola da gamba, y se consolidó como instrumento recurrente en las agrupaciones de cámara.
El violonchelo que se usó en toda esta época, se llama violonchelo barroco, y es prácticamente idéntico al violonchelo moderno. Todavía se conservan muchos ejemplares de este tipo de violonchelo y además se siguen fabricando, ya que los músicos que interpretan obras barrocas consideran que la sonoridad de estos instrumentos es mucho más adecuada para este tipo de música. El violonchelo barroco no tenía pica, la varilla metálica que tienen los violonchelos modernos para sujetarlo al suelo, que resulta mucho más cómodo para dejar a la mano izquierda la libertad suficiente para las complicaciones técnicas de las obras posteriores al barroco. 
Este efecto se producía porque al estar sujetando el violonchelo con las piernas y con la mano izquierda, la que crea los distintos sonidos al apretar las cuerdas sobre el mástil, aumentaba la tensión en esta mano y disminuía la agilidad de los dedos. Además, en esta época se usaban cuerdas de tripa, no las cuerdas metálicas que se usan ahora, que le daban una sonoridad completamente distinta. El la de los instrumentos barrocos estaba afinado en 415 Hz en lugar de los 440 Hz de la actualidad, debido en parte por esas cuerdas no metálicas y por la menor tensión que sufrían estas. El puente era algo más bajo y la curvatura de su parte superior era menor, el cuello era más robusto y el mástil tenía menor inclinación y era más corto. Además, el bastidor del interior era más pequeño. Este violonchelo barroco hacía que el sonido se proyectara menos.

### Clasicismo

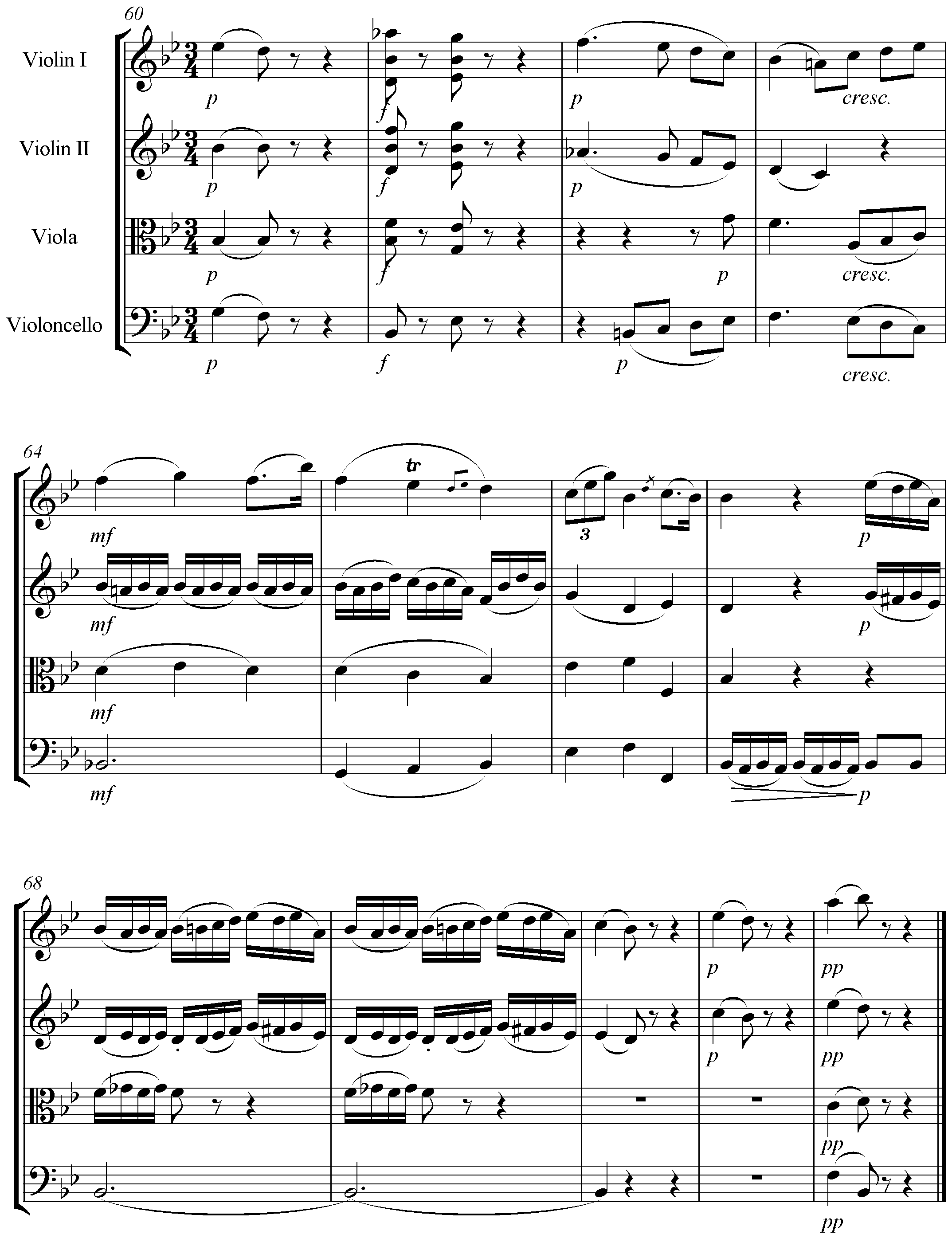
Cuarteto de cuerda n.º 2 op. 33, de Haydn.

En este periodo, Haydn y Beethoven fueron dos de los grandes compositores que ensalzaron la figura del violonchelo y compusieron gran número de obras para él, ya como instrumento solista. Además, el violonchelo se consolidó como pieza fundamental, como bajo, en la inmensa mayoría de cuartetos y tríos compuestos en esta época, y fue utilizado por prácticamente todos los compositores.

#### Grandes salas de conciertos
A partir del año 1800 es cuando se empezaron a hacer todos los cambios físicos que dieron como resultado el violonchelo moderno. En esta época, se cambiaron las pequeñas salas de cámara por grandes salas de conciertos y teatros de la ópera. El violonchelo tenía ya un gran repertorio como solista, y necesitaba que se proyectara más el sonido para que se escuchara sin problemas por encima del resto de la orquesta de manera más definida y que llegara a un público mucho más numeroso que en épocas anteriores.

### Romanticismo
Ya en el siglo XIX es cuando se introduce una de las mayores características del violonchelo moderno, la pica. Al principio, esta era de madera, y fija, pero permitió que el violonchelista alcanzase una técnica virtuosística que sin el apoyo de la pica era más complicado, con lo que las obras para violonchelo también se hicieron cada vez más complejas.
El romanticismo musical se puede considerar la Edad de Oro del violonchelo. Schumann, Brahms, Dvořák o Mendelssohn compusieron conciertos para violonchelo, sin mencionar sonatas y obras varias para violonchelo y piano. Con el establecimiento de la orquesta sinfónica, el violonchelo definitivamente se convirtió en el tercer instrumento más numeroso, después del violín y de la viola.

### SigloXX
Durante el siglo XX, se siguió componiendo mucha música para violonchelo, con compositores como Ravel, Debussy o Shostakovich. Además, a partir de los años 1920, el violonchelista catalán Pau Casals consigue, con su nueva puesta en escena de las Suites para violonchelo de Bach, devolver al violonchelo a una posición privilegiada. Aparecieron grandes intérpretes como Rostropovich o Jacqueline du Pré, así como Anner Blysma con su violonchelo barroco.
Desde el siglo XX, las mujeres comienzan a ser intérpretes de violonchelo, cosa que no había ocurrido anteriormente. Durante mucho tiempo, solo las mujeres de clase alta podían tener acceso a los instrumentos musicales, y no estaba bien visto por la sociedad la postura de sujeción del violonchelo, entre las piernas, considerándola poco aristocrática. Existe documentación de otro tipo de posturas adoptadas por algunas mujeres violonchelistas, sujetando el instrumento de lado. A esto se sumó los prejuicios que existían contra las mujeres instrumentistas. Pero ya desde los años 1920 aparecen mujeres violonchelistas aplaudidas y valoradas, como Guilhermina Suggia o Raya Garbousova.
En los años noventa se utiliza el violonchelo además para música pop, rock e incluso heavy metal, como el grupo finlandés Apocalyptica, con sus tres (antes cuatro) violonchelos, y con la aparición del violonchelo eléctrico.

## Evolución de la técnica

### SigloXVIII

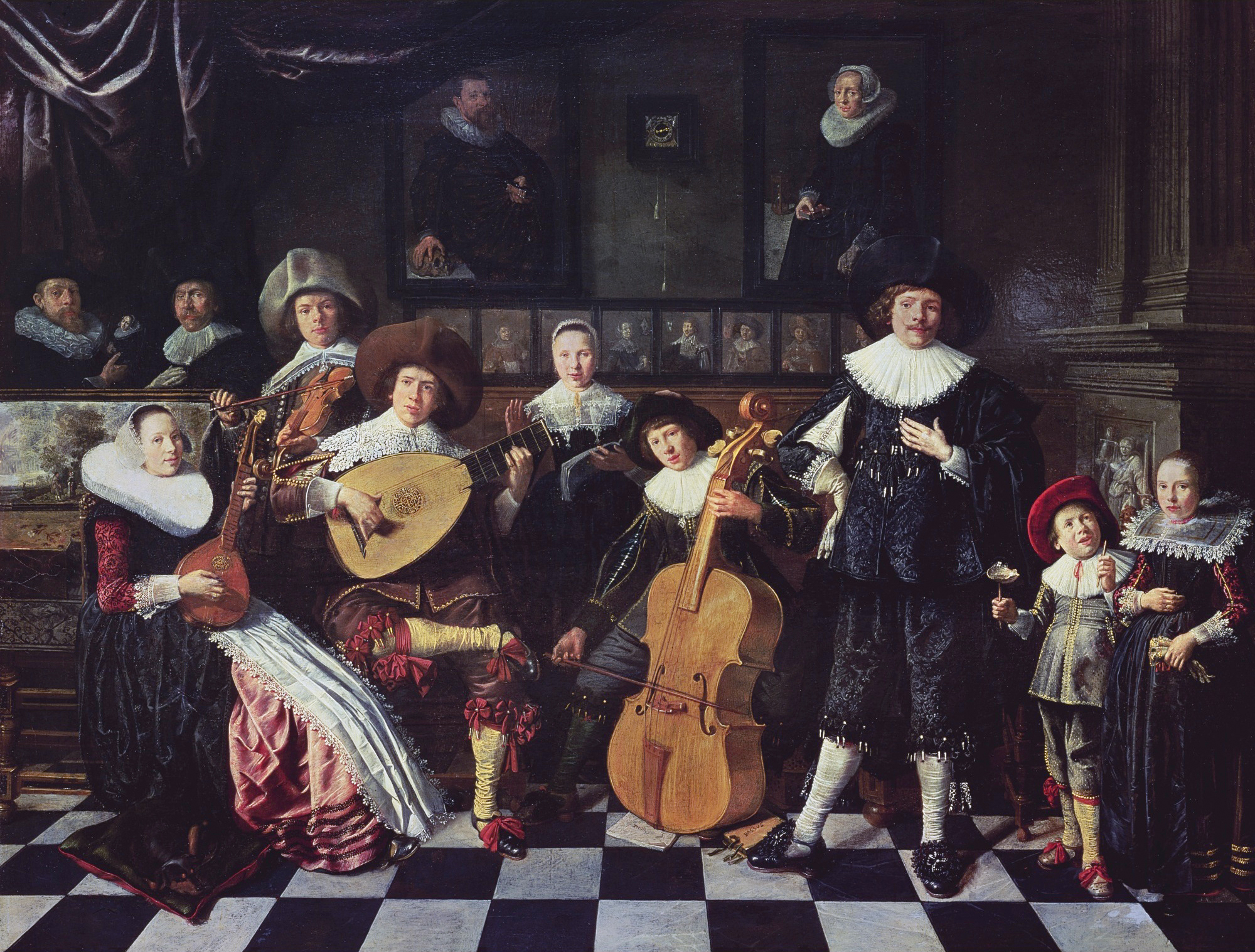
Cuadro de Molenaer. Se aprecia la posición del violonchelista, con el violonchelo apoyado en el suelo.

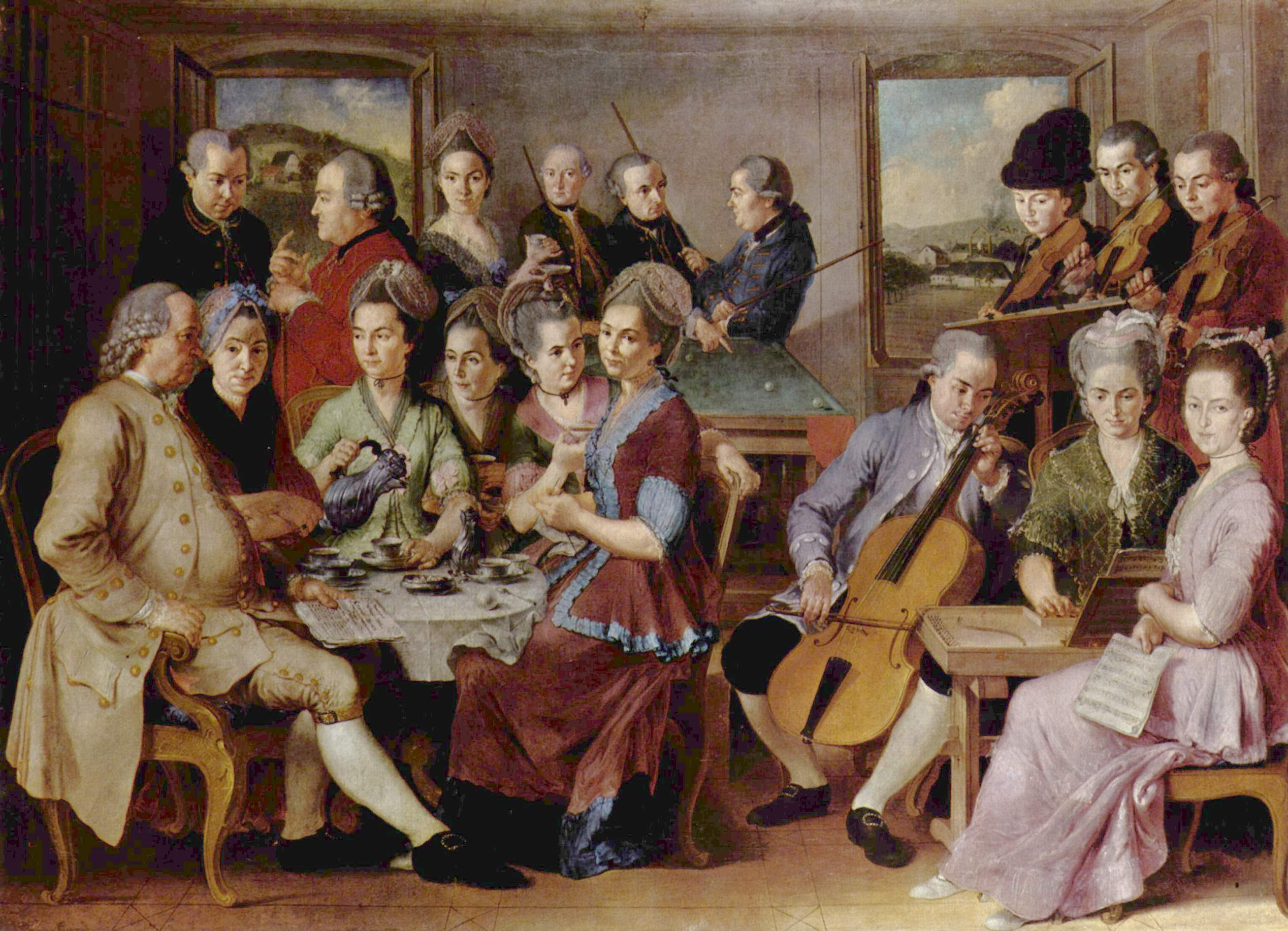
Cuadro de Zick Januarius. El chelista ya sostiene el violonchelo entre las piernas.

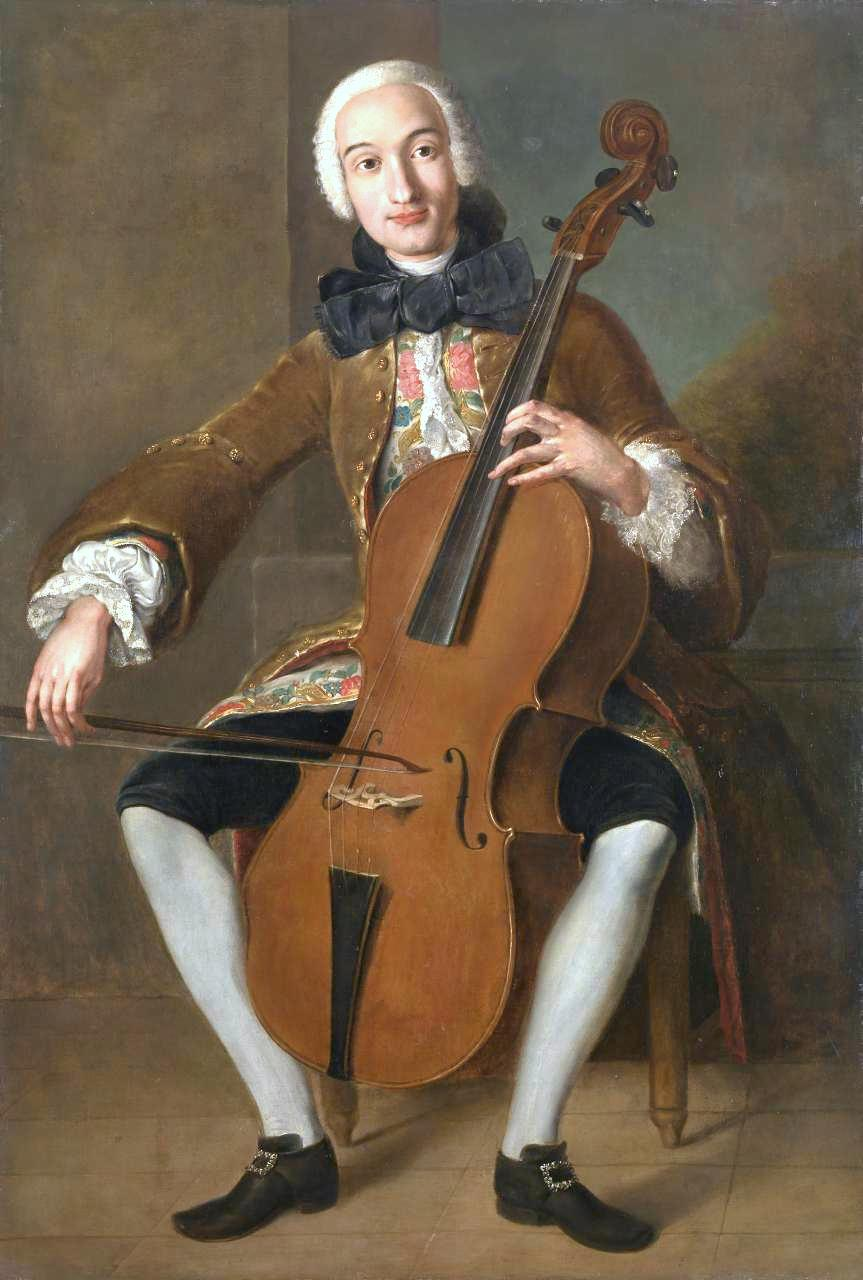
Luigi Boccherini.

Durante el siglo XVII, prácticamente no hay datos de cómo se desarrolló la técnica del violonchelo, solo se sabe la posición en la que se tocaba por la iconografía de la época, con el violonchelo apoyado en el suelo, y separado del instrumentista. Hay bastantes muestras pictóricas de la época en la que lo muestran, pero no hay ningún documento escrito.
En el siglo XVIII ya hay evidencias del cambio de posición con respecto al violonchelo, que pasa de estar apoyado en el suelo, a ser sujetado entre las rodillas, como lo hacían los violistas de gamba. Esto permitió situar la mano izquierda sobre el mástil de una manera mucho más natural, y llegar mucho más fácilmente a todas las cuerdas. Además, al elevarse el violonchelo, fue mucho más fácil la utilización del arco, que de esta manera podía usarse en su totalidad.
Sí que se habla de la Escuela Clásica italiana de Boccherini, con un sistema técnico básico que adoptó en sus obras para violonchelo.

#### Primeros métodos
El violonchelista Michel Corrette fue el primero en publicar un método sobre la técnica y la mejora de la misma para chelistas. Fue en el año 1741, y lo tituló Méthode théorique et pratique pour apprendre en peu de temps le violoncelle dans sa perfection (en español: Método teórico y práctico para aprender en poco tiempo el violonchelo en su perfección). Fue el primer intento más o menos concienzudo que se conserva sobre la técnica chelística. Si existió un método anterior, todavía no ha aparecido o se ha perdido. Existe un método, de Francesco Scipriani, pero no tiene fecha, así que no se sabe si es anterior o posterior. Corette fue el primero en plasmar, en su método, la posición de pulgar (thumb) para las posiciones más cercanas al puente, que fue posible precisamente por el cambio que supuso elevar al violonchelo del suelo. Además, digita para todas las cuerdas en la primera posición, y también habla de la media posición.
En Italia no le prestaban atención a los métodos y técnicas de estudio, en Alemania se creía que la única manera de aprender las técnicas del instrumento era la propia práctica. Mientras en estos dos países no se publicaba nada referido a los métodos, en Francia, después del manual de Corrette, se publicaron muchos otros, como los de Tillier o Mutzberger.

#### Técnica violinística
Pero hasta entonces, en todos los países, el modelo en cuanto a la técnica instrumental había sido la técnica del violín, sin tener en cuenta ni las diferencias de postura y tamaño. Lo que se hizo, fue una postura de transición, en la que para imitar al violín, se usaron los dedos primero, segundo y cuarto para abarcar la misma distancia que abarcan esos dedos en un violín (una cuarta), y posteriormente, se dejó ese sistema diatónico por un sistema semitonal, con el que poder abarcar, con esos mismos dedos, o bien una cuarta, o bien una tercera. Es también en esta época cuando se producen los cambios de Tourte en el arco, que deja de tener curvatura convexa y se alarga, y cuando se producen los cambios posturales en la mano derecha, pasando de sujetar el arco desde abajo con la palma de la mano hacia arriba, a hacerlo desde arriba con la palma hacia abajo.

#### Hacia las técnicas modernas
En 1789 aparece un manual del chelista inglés John Gunn, titulado The Theory and Practice of Fingering the Violoncello. En él, se muestra un primer resumen de la historia y las técnicas del violonchelo. Además, da consejos del tipo de que para poder dar agilidad a los dedos, no había que sujetar el mástil con la mano izquierda, así que todo el violonchelo debía de sujetarse con las piernas. Además, la digitación de los fragmentos de su método corresponde a una digitación moderna, y ya introduce fragmentos complejos y en posiciones muy altas del violonchelo.
Jean Louis Duport, violonchelista francés del siglo XVIII, fue el autor de uno de los primeros métodos para violonchelo que se conocen. Titulado Essai sur le doigté du violoncelle et la conduite de l'archet, dédié aux professeurs de violoncelle, contenía innovaciones de la técnica del violonchelo bastante importantes. Una de las aportaciones más interesantes de su obra, fue el asentamiento de la técnica de digitación y técnicas digitales. Además habla de extensiones, de dobles cuerdas, de intervalos, está totalmente digitado y es posiblemente el que pone las bases de la técnica violonchelística del siglo XIX.
Otros violonchelistas de este siglo, como Dotzauer o Kummer también abogan por abandonar definitivamente las posiciones del violín, y adoptar la digitación moderna.

### SigloXIX

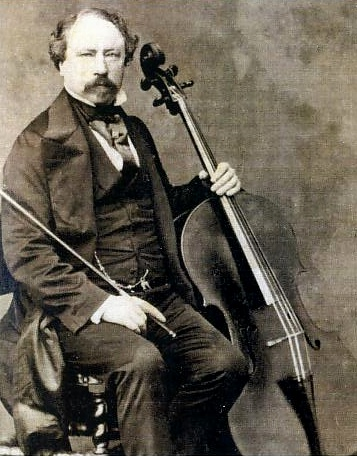
Adrian Servais, con su violonchelo Stradivarius.

En 1846 existe la primera constancia del uso de la pica. Fue el violonchelista y compositor belga Adrien François Servais, aunque parece que ya existen documentos de años anteriores recomendando el uso de un soporte para que lo usaran los principiantes.
El violonchelista Piatti se trasladó a Londres, donde se empezó a crear una escuela con otros varios intérpretes, como Leo Stern o Robert Lindley. La escuela francesa, con sede en París, disminuyó su influencia e importancia que tuvo en años anteriores, aunque tuvo a algunas figuras como Auguste Franchomme y Chevillard. Nicolas Platel, discípulo de Duport, fue el creador de la Escuela de Bruselas, en donde Servais empezó a dar clases y donde empezó a destacar. Heredera de Servais y de Franchomme es la escuela violonchelística madrileña, iniciada por Víctor Mirecki y que da sus mejores frutos ya en el siglo siguiente.
Pero fue en Alemania, durante todo este siglo, donde se crearon las principales corrientes artísticas y técnicas, y en donde se empezaron a desarrollar las modernas técnicas de interpretación.

### SigloXX
Durante todo el siglo XX, los violonchelistas han conseguido aumentar el registro del instrumento, llegando a competir en brillantez con el violín. Para conseguir mejores sonidos, algunos violonchelistas empiezan a utilizar picas más largas, o picas dobladas, como hacen Paul Tortelier o Mstislav Rostropóvich, para conseguir mejor sonoridad al elevarse el instrumento, que hace que con la mano derecha, con el arco, esté en una posición más natural, y que la izquierda, pueda bajar a lo largo del diapasón para conseguir notas más agudas con mejor proyección. En este siglo, la técnica de la izquierda se ha depurado hasta el punto de poder interpretar piezas tan virtuosísticas como lo podría hacer un violín. La utilización de las cuerdas metálicas, también influyó mucho en el tipo de conciertos que se iban a dar, y en las técnicas utilizadas para conseguir sonidos cada vez más brillantes.
Es en este siglo cuando finalmente se considera a la técnica como la base fundamental para la interpretación, no solo del violonchelo, sino en general de todos los instrumentos, y forma parte esencial del estudio del instrumento, y su enseñanza se empieza a estandarizar en todos los conservatorios del mundo.
Pau Casals no solo fue uno de los grandes violonchelistas de la historia, sino que consiguió equiparar al violín y al violonchelo como instrumentos solistas. Gracias a su labor técnica, las posibilidades del violonchelo se aumentaron considerablemente. Él destacó sobre todo la importancia de los matices en la musicalidad global de la obra. Su redescubrimiento de las 6 suites para violonchelo solo de Bach, y la reinterpretación que hizo de ellas, sentó las bases para una nueva generación de violonchelistas.
Eisenberg, discípulo de Casals, fue otro de los últimos grandes teóricos del violonchelo. Su gran contribución fueron sus conceptos sobre la anticipación en la interpretación, como en el momento en que ejecutas una nota, tu mano tiene que estar preparándose para la siguiente.

## Técnicas de interpretación
Para una buena interpretación del violonchelo es necesario tener un control de la técnica de aquellos aspectos más relevantes en este instrumento. Los miembros del cuerpo más activos en la interpretación del violonchelo son la mano izquierda y el brazo derecho, que son los que modifican y crean el sonido, por eso hay que prestarles especial atención a la hora de estudiar la técnica de este instrumento.

### Técnica de la posición

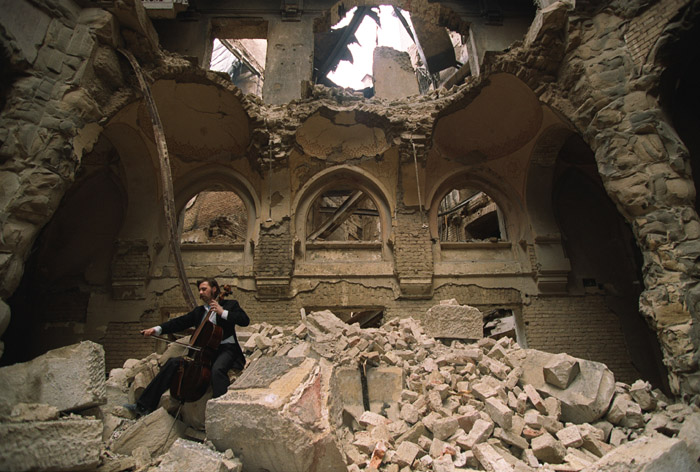
Violonchelista Vedran Smailović tocando en las ruinas de la Biblioteca Nacional de Sarajevo, en 1992. Foto de Mijaíl Evstafiev.

La correcta posición del violonchelo es sujeto entre las rodillas del intérprete, estando este en posición sentada. La distancia o altura que tiene que tener el mismo, regulable con la pica móvil, depende de las características físicas del propio intérprete y de los gustos personales. Aparte de las rodillas, tiene un tercer punto de apoyo sobre el pecho, a unos 15 cm de la parte superior del esternón, pero esto también varía entre violonchelistas.
El mástil tiene que pasar por la izquierda del cuello del músico, y la clavija inferior del lado izquierdo visto de frente, la correspondiente a la nota do, quedar aproximadamente a la altura de la oreja izquierda. Además, todo el cuerpo del violonchelo tiene que estar ligeramente rotado hacia la derecha. Los hombros del violonchelista tienen que estar relajados y a la misma altura, y la espalda debe de estar recta. Lo más aconsejable es que no se siente apoyándose contra el respaldo de la silla, sino que se siente en el borde.
Las notas se emiten presionando los dedos de la mano izquierda contra las cuerdas y el mástil mientras con el arco se produce la vibración de esa cuerda, o bien se produce esa vibración de otra manera, por ejemplo a pizzicato. Lo que produce esa presión sobre las cuerdas es que se acorte su longitud, produciendo sonidos más agudos cuanto menor sea esta. El pulgar izquierdo, se coloca en la parte posterior del mástil, y los otros cuatro en la parte anterior, formando una especie de C con la mano. En posiciones más altas (esto es, más cercanas al puente), se usa la posición thumb (posición del pulgar), en la que el pulgar se sitúa en la parte anterior del diapasón junto con el resto de dedos.
El arco se sujeta con la mano derecha, tomándolo por la cabeza. El pulgar derecho se coloca en la parte posterior de la cabeza, metiéndolo ligeramente entre las dos partes de la nuez, y el resto de los dedos se sitúan en su parte anterior. Sobre todo, los que son más importantes son el índice y el meñique, para sostenerlo y para dirigirlo.

### Técnica de la mano izquierda
Para una buena ejecución de la mano izquierda, es necesario comenzar con una buena colocación del brazo y antebrazo izquierdo. Para tocar en posiciones bajas (en la parte alta del mástil) el codo se debe mantener alejado del tronco, formando el brazo un ángulo cercano a 45° con el cuerpo. El brazo y antebrazo hay que tenerlos bastante flexionados para que la mano alcance la zona deseada. En esta zona del mástil el antebrazo debe colocarse perpendicularmente a las cuerdas. Si se quiere tocar en posiciones altas (zona baja del mástil), hay que mantener el codo elevado para que el brazo no choque con la caja de resonancia y adelantar ligeramente los hombros para facilitar la extensión del brazo.
Una vez que se tiene bien colocado el brazo, hay que fijarse en la muñeca la cual tiene que estar colocada de tal forma que el antebrazo y la mano describan una línea recta, y en todo momento se debe tener relajada para que no cause dolores después de un largo periodo de interpretación. Una vez colocada la muñeca, hay que fijarse en la colocación de la mano. Como anteriormente se ha dicho, la mano debe colocarse formando una C, con el pulgar en la parte posterior del mástil y los otros cuatro dedos en la parte superior. Estos deben llegar al diapasón perpendicularmente, y el pulgar tiene que estar a la altura del dedo corazón (en la parte alta del mástil). Para emitir diferentes sonidos es necesario presionar las cuerdas con los dedos y cuanto más cerca del puente se presione, más agudo será el sonido.

#### Posiciones
Cuando se toca en una sola cuerda y se quiere conseguir sonidos más agudos es necesario presionar los dedos más cerca del puente, para ello hay que colocar la mano en diferentes lugares del mástil, más arriba (o más abajo si se quiere conseguir sonidos más agudos). Estos distintos lugares en los que se coloca la mano a lo largo del mástil se les llama posiciones y a cada una de estas se le conoce con un número ordinal. Antes de entrar en el análisis de cada posición hay que diferenciar dos tipos de posiciones: las posiciones bajas, que son las que se sitúan más alejadas del puente y en ellas el dedo pulgar se coloca en la parte posterior del mástil, y las posiciones altas, que son las que se sitúan más cerca del puente y en ellas el pulgar se coloca sobre la cuerda, perpendicularmente a esta y haciendo presión.
Las posiciones bajas son la primera, segunda, tercera y cuarta. La más cómoda y fácil de todas las que hay es la primera posición, la más cercana a las clavijas y la más alejada del puente, es decir, la más baja. En esta posición, el dedo índice se presiona en el lugar preciso para conseguir la nota que forme un intervalo de segunda mayor con la nota propia de la cuerda en que se toca. Por ejemplo, si se toca en la cuerda la, el índice presionado debe conseguir un si. La segunda posición se obtiene subiendo un intervalo de segunda mayor cada uno de los dedos, estando la mano un poco más cerca del puente y en una posición más alta en la que se conseguirán sonidos más agudos. La tercera posición se obtiene subiendo un intervalo de segunda mayor todos los dedos respecto de la segunda posición, acercándose el dedo pulgar a la caja de resonancia. La cuarta posición se obtiene subiendo un intervalo de segunda mayor todos los dedos respecto de la tercera posición, es la posición más alta en la que se puede mantener el pulgar en la parte posterior del mástil, ya que en esta posición el pulgar ya choca con la caja de resonancia. Aparte de estas cuatro posiciones existe una quinta que es evitada en muchas ocasiones y se llama media posición. Esta es realmente la más baja de todas, es decir, la más alejada del puente. En ella el índice presionado crea una nota medio tono superior a la nota propia de la cuerda.
Las posiciones altas se les llama posiciones del pulgar, thumb, o de cejilla. En estas posiciones, el pulgar se coloca sobre las cuerdas, perpendicularmente a estas y presionándolas, y funciona como un quinto dedo. Cada posición de estas se obtiene subiendo un intervalo de segunda mayor respecto a la anterior. La posición más baja de estas es la quinta, y la más alta es la que más se acerque al puente, aunque no se puede subir todo lo que se quiera puesto que a partir de un lugar del mástil el sonido empeora notablemente. Estas posiciones son más incómodas que las bajas y por tanto de mayor dificultad. Cuanto más alta es la posición, los dedos tienen que colocarse más juntos por razones físicas, por lo que en las posiciones de pulgar es más difícil afinar.
Cambio de posiciónEn todas las obras es necesario tener colocada la mano en posiciones diferentes y para ello es preciso hacer cambios de posición. Estos cambios resultan ser pruebas de fuego para conseguir una buena afinación. Para hacer un buen cambio de posición, es necesario hacer previamente una anticipación, es decir, antes de desplazar la mano preparar el movimiento para no perder el ritmo de la obra. Durante el desplazamiento de la mano, los dedos no deben perder el contacto con la cuerda, pero nunca deben presionarla. Los cambios de posición deben ser rápidos y precisos para no perder el ritmo ni la afinación, por lo que es un aspecto muy importante en el estudio de una obra.

#### Técnicas adicionales de mano izquierda

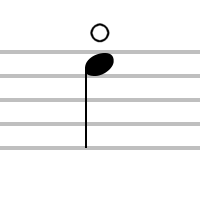
Armónico.

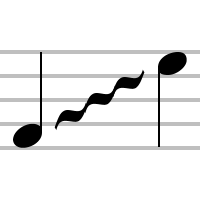
Glissando.

ArmónicosLos armónicos son unos sonidos que se producen al rozar (y no presionar) la cuerda con un dedo. Estos sonidos reflejan propiedades físicas de la nota de la cuerda y dependiendo de dónde se roce la suenan diferentes sonidos. El roce en el centro de la cuerda produce la misma nota de la cuerda solo que una octava más alta, y así, el roce en un tercio, en un cuarto y en un quinto de la longitud de la cuerda producen sonidos representativos de la nota de la cuerda, como son la quinta, la tercera y la octava. Este sonido es un recurso expresivo muy usado en momentos en que se requiere poca intensidad de sonido, aunque no se puede hacer vibrato en los armónicos, lo que hace perder expresividad. Una ventaja de los armónicos es que no es necesaria una posición precisa del dedo porque hay un pequeño margen a lo largo de la cuerda en el que suena el armónico deseado. Se representa sobre la partitura con un pequeño círculo o cero sobre la nota.
VibratoEl vibrato es el movimiento ondulatorio y espontáneo de la mano izquierda que se hace con el fin de dar expresividad a la nota que se está representando. Este es un movimiento que comienza en el antebrazo, que se extiende por la mano y acaba en el dedo que presiona la cuerda, así, el sonido que se oye da una sensación ondulatoria. El vibrato puede ser más rápido o más lento, dependiendo del momento de la obra, pero siempre debe ser un movimiento natural. Cuando este movimiento se interioriza en la técnica del violonchelista resulta difícil no hacerlo, pero mantener la mano y el antebrazo relajados durante su ejecución es, en ocasiones, objeto de estudio.
GlissandoEl glissando es un recurso expresivo muy usado en la interpretación de instrumentos de cuerda frotada. Este recurso se produce con un cambio de posición relativamente lento en el que un dedo se mantiene presionado mientras se pasa el arco, de manera que se toquen todas las notas intermedias existentes entre el sonido inicial y el final. El sonido que se produce con el glissando es el de una nota que va subiendo o bajando progresivamente de tono. Este recurso se usa levemente en cambios de posición lentos y expresivos, y plenamente en obras que así lo indiquen, sobre todo del Romanticismo y épocas posteriores. Aunque en muchas ocasiones no está indicado explícitamente en la obra, en otras se representa con una línea ondulante que une la nota inicial y la nota final.

### Técnica de la mano derecha
La técnica de la mano derecha aparenta ser más sencilla que la de la mano izquierda, pero esto es completamente falso. En la teoría de la mano derecha, hay que hacer mayor hincapié en cómo mover el brazo derecho, ya que es el encargado de producir el sonido y de él depende el movimiento del arco.
Para producir un sonido óptimo, es necesario frotar con el arco las cuerdas, moviéndolo de derecha a izquierda, entre el puente y el mástil. El arco debe estar perpendicular a las cuerdas y debe colocarse de la forma idónea para que todas las crines entren en contacto con estas. Cuando se mueve el arco por la parte del talón (la zona del arco más próxima a la mano), el brazo entero se tiene que mover en bloque, cuidando que el arco permanezca siempre perpendicular al mástil y a las cuerdas.
Cuando se mueve el arco por la parte de la punta (la zona del arco más alejada de la mano) se tiene que estirar el antebrazo, dejando la parte anterior al codo quieta. De esta forma el arco no se tuerce y no se pierde el sonido. A medida que el arco se acerca a la punta, la mano derecha queda más alejada del cuerpo, y para evitar que el arco gire (el brazo funcionaría como un compás) la muñeca tiene que girar hacia su izquierda, para mantener la mano perpendicular respecto a las cuerdas.
Este movimiento de la muñeca se le conoce como pronación, muy importante para hacer sonidos fuertes cuando se toca en la punta del arco. La muñeca derecha se debe mantener siempre relajada, incluso en momentos de intensidad sonora. Para conseguir, en general, un sonido más fuerte, lo único que se tiene que hacer es dejar más peso del brazo apoyado en el arco, y no tensar la muñeca porque produciría dolor y agarrotamiento. Respecto a la forma de sujetar el arco, ya se ha hablado en la sección de Técnica de la posición.

#### Arco arriba y arco abajo

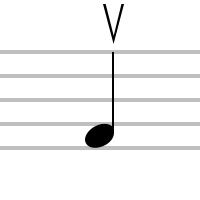
Arco arriba.

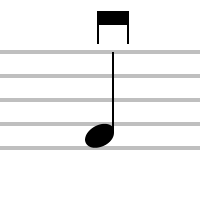
Arco abajo.

Estas son las denominaciones que se le dan a los dos posibles movimientos horizontales del arco, de derecha a izquierda, o de izquierda a derecha. Se denomina arco arriba al desplazamiento global del arco hacia la izquierda sobre la cuerda. Este puede efectuarse desde cualquier parte del arco, y normalmente acabar en el talón, aunque también es variable. Se denomina arco abajo al desplazamiento global del arco sobre la cuerda hacia la derecha. Este, al igual que el anterior, puede comenzar desde cualquier lugar del arco, bien el talón u otro punto.
Estos dos posibles movimientos se simbolizan sobre el pentagrama con una «v» sobre la nota (en el caso del arco arriba), y con un corchete (en el caso de arco abajo). Son importantes no solo para que en agrupaciones donde haya varios instrumentos de cuerda o varios violonchelos muevan el arco a la vez, para hacerlo más estético, sino también porque el carácter y la expresión que se le da a una obra con un movimiento u otro de arco es distinto.
En general, el arco abajo es un movimiento más natural, por lo que suele tener más sonoridad y ser más agresivo, y suele coincidir con las partes fuertes del compás. Normalmente se comienza y se termina la obra con este arco por ese mismo motivo, aunque por supuesto no siempre. Sin embargo, el arco arriba produce menos sonoridad, y se suele usar para las notas en partes débiles del compás, pero también es muy variable. Algunos pasajes pueden resultar más cómodos o más complejos según se empiece a tocar arco arriba o arco abajo, sobre todo pasajes rápidos o dobles cuerdas, ya que los distintos golpes de arco y las distintas articulaciones cambian completamente según se use uno u otro.

#### Técnicas adicionales de mano derecha y articulaciones

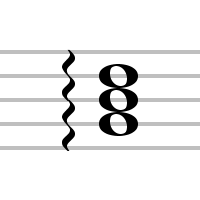
Arpeggio.

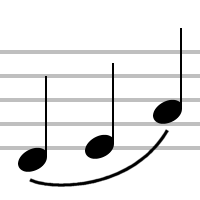
Legato.

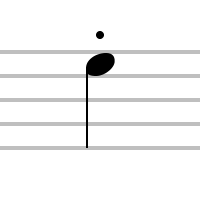
Spiccato.

Col legnoEl col legno (legno, de leño, vara de madera) es una técnica expresiva propia de los instrumentos de cuerda frotada en la que se golpean las cuerdas con la vara de madera del arco. Para ello, es necesario sujetar el arco de tal forma que la madera pueda incidir en las cuerdas, es decir, hay que tomar el arco del revés. El sonido que se produce al golpear la cuerda es muy suave y rítmico. Esta técnica se usa en obras contemporáneas y con carácter vanguardista.
Détaché Détaché significa en francés suelto o separado. Este término se emplea para designar el tipo de movimiento de arco más elemental, en el cual cada vez que este se mueve, se emite una sola nota. Si se cambia la nota, tiene que pararse el movimiento del arco, y cambiar su dirección para emitir el siguiente sonido. La pausa entre los dos movimientos de arco tiene que ser cuanto más corta mejor, y no parar el movimiento general de la obra.
Dobles cuerdasEn técnica de las dobles cuerdas se frota el arco en dos cuerdas simultáneamente con el fin de hacer polifonía y crear acordes. Hacer pasar el arco por dos cuerdas a la vez cuando se toca piano (con poca intensidad de sonido) resulta complicado puesto que hay que mantener una dirección del arco con muy poco margen de error. Este recurso es muy usado en los acordes finales presentes en obras barrocas y clásicas, y en secciones en los que se pide explícitamente. En ocasiones, se tienen que tocar acordes en más de dos cuerdas. Al no ser posible interpretarlos simultáneamente debido a que las cuerdas se encuentran en distintos planos, se tocan arpegiados, es decir, se tocan todas las notas del acorde muy seguidas, pero no exactamente a la vez.
Legato En el legato o ligado se interpretan notas diferentes mientras se mueve el arco en un solo sentido, es decir, tocar notas distintas en un solo arco. Con esta técnica se obtiene un sonido muy continuo y, como su nombre indica, ligado. El legato se emplea frecuentemente en obras con un carácter melódico y poco rítmico, y en fragmentos en piano (de poca intensidad sonora), aunque no siempre es así. En la partitura, el legato se representa colocando un arco encima (o debajo) de todas las notas que se quiere representar en un solo arco.
PizzicatoEl pizzicato es una técnica musical propia de los instrumentos de cuerda frotada que consiste en producir sonido sin usar el arco, sino pellizcando las cuerdas con un dedo de la mano derecha, generalmente el índice o el pulgar. El sonido producido es muy rítmico y picado, muy parecido al de la guitarra. El pizzicato está presente en fragmentos en los que se quiere conseguir una sonoridad diferente y en ocasiones cuando el violonchelo cumple el papel de acompañante en un grupo instrumental.
Spiccato El spiccato es una técnica musical en la que el arco se desplaza por la cuerda haciendo pequeños saltos en esta. La mano derecha debe dejar cierta libertad al arco para que este se mueva saltando de una manera espontánea, pero siempre manteniendo un control básico sobre este porque si se le deja completamente libre, se perdería el control del ritmo y de la intensidad sonora. El sonido que se produce con el spiccato es picado y entrecortado, creándose notas de corta duración separadas del resto por un pequeño silencio. Se le puede considerar como el opuesto al legato. Este tipo de golpe de arco es propio en casi todas las épocas de la música.
Staccato El staccato es una técnica musical en la que las notas se tocan de una manera más cortante, uniforme e intensa que en condiciones normales. Para conseguir este efecto es preciso presionar la cuerda de una manera uniforme durante toda la nota dejando el mínimo silencio entre estas. El staccato se indica con una rayita que se coloca encima de la nota en cuestión. Este recurso se usa en fragmentos en los que se quiere dar una profundidad sonora especial.
Sul tasto Sul tasto significa en italiano ‘sobre el mástil’ o ‘sobre el diapasón’. Consiste en desplazar el arco lo más alejado posible del puente, por encima del fragmento de las cuerdas que queda por encima de la parte inferior del diapasón. De esta manera, se consigue un sonido muy suave y con menos proyección que en condiciones normales. En ocasiones se indica en la partitura el uso de esta técnica, pero la mayoría de las veces no, ya que es una técnica que se usa para obtener distintas dinámicas, sobre todo piano o pianissimo.
Sul ponticello Sul ponticello (pronunciado sul pontichél-lo) significa en italiano ‘sobre el puente’. En esta técnica, se desplaza el arco lo más cerca posible del puente, produciéndose de esta manera un sonido muy metálico con armónicos, es un sonido muy característico. Se ha usado para diferentes obras, tanto orquestales como para violonchelo solista, pero solamente en obras contemporáneas, y siempre suele estar indicado en la partitura si hay que usar esta técnica. Destaca en obras para violonchelo de Béla Bartók.

## Violonchelos famosos
- El Rey (1572)
- Barjansky (1690)
- Lord Aylesford (1696), interpretado durante 15 años por János Starker.
- Decorado (1696), perteneciente a los Stradivarius Palatinos, conservados en el Palacio Real de Madrid.
- Servais Stradivarius (1701), llamado así porque lo usó Adrien François Servais.
- Bajo Palatino (1701), perteneciente a los Stradivarius Palatinos, conservados en el Palacio Real de Madrid.
- Paganini-Condesa de Stanlein (1707)
- Duport (1711), perteneció a Mstislav Rostropóvich.
- Davidov (2008), llamado así porque perteneció a Karl Davidov, posteriormente fue propiedad de Jacqueline du Pré, y en la actualidad lo usa Yo-Yo Ma.
- Batta (1714)
- Piatti (1720), pertenece a Carlos Prieto.
- Marquis de Corberon; ex-Loeb (1726) en préstamo a Steven Isserlis.
- Romberg (1728)
- De Munk (1730)
- Matteo Gofriller (1733), perteneció a Pau Casals, en la actualidad lo usa Amit Peled.
- Balerion (2001)
- Paganini-Ladenburg (Cuarteto Paganini) (1736), dejado habitualmente a Clive Greensmith.